# Wehrkirchen im Département Meuse

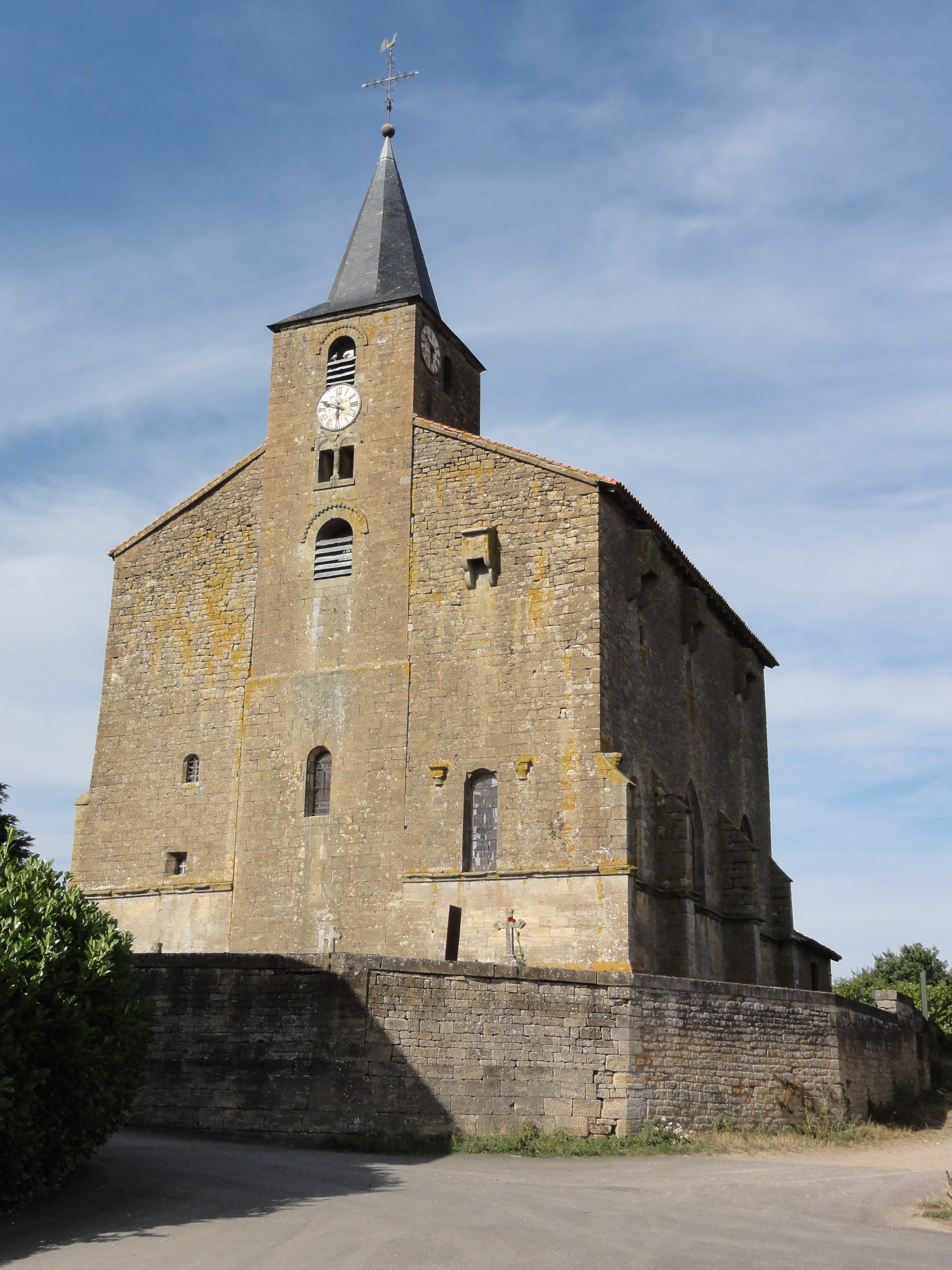
Kirche St-Rémy in Saint-Pierrevillers

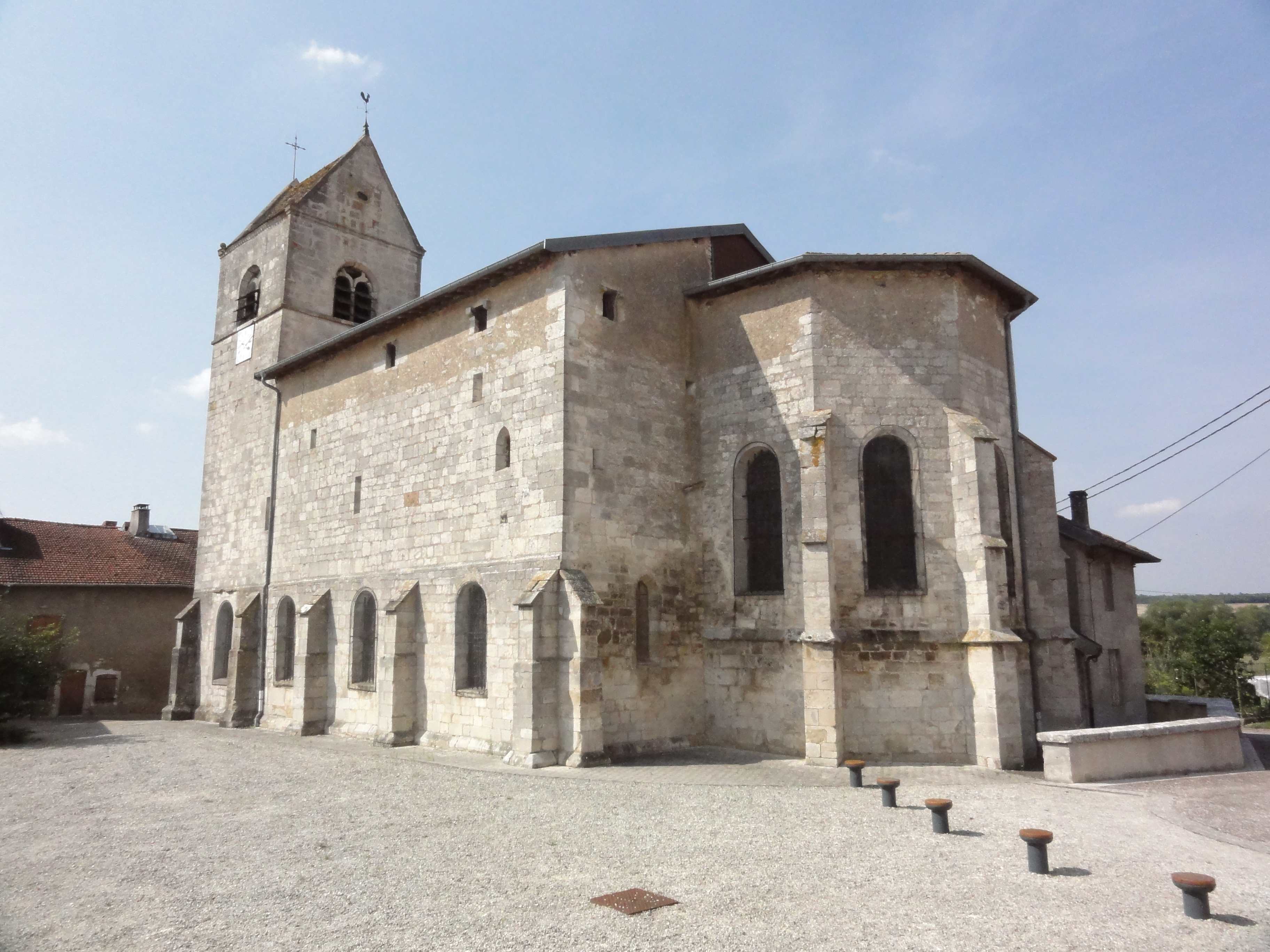
Kirche St-Laurent in Troussey

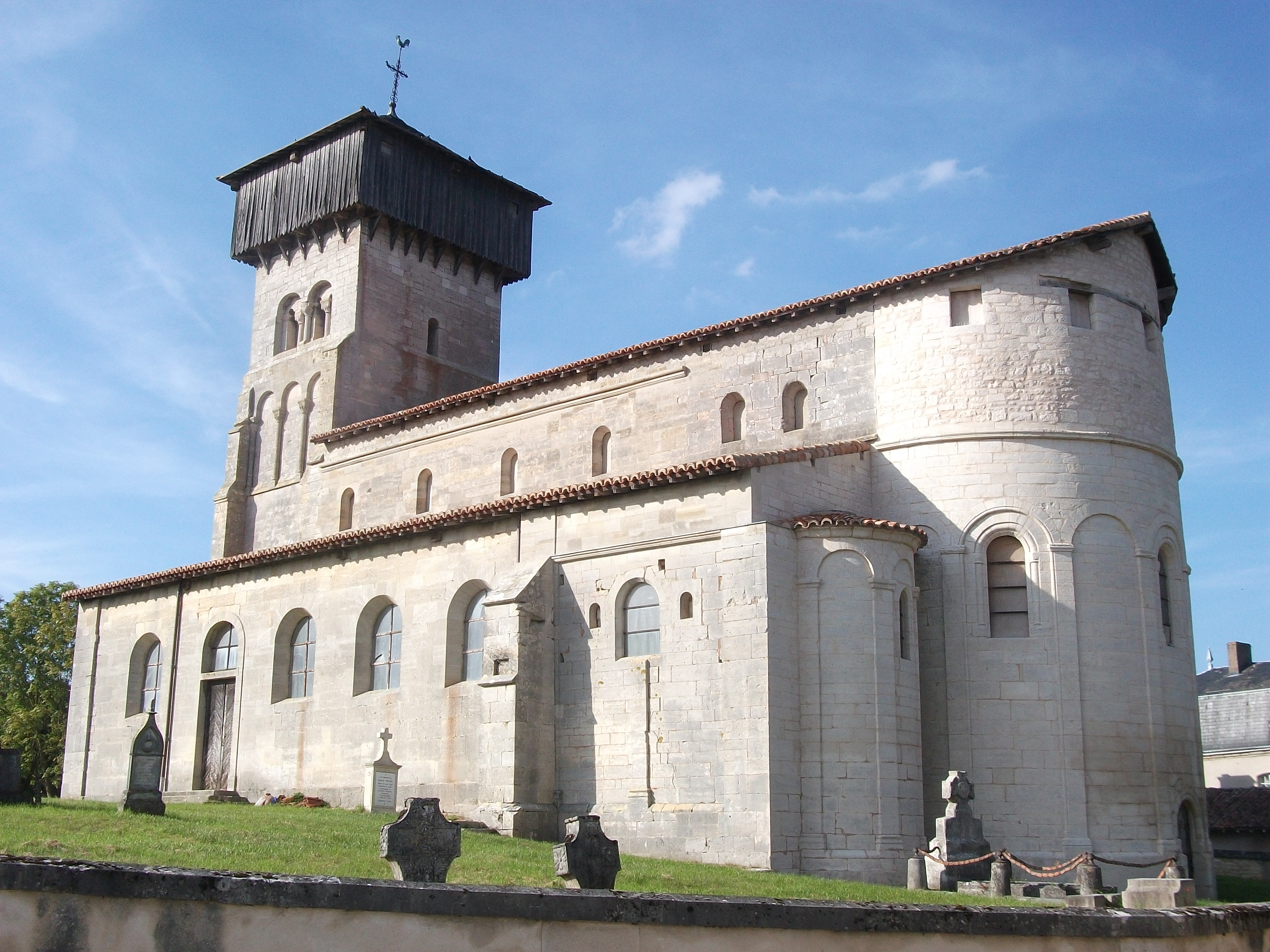
Kirche Notre-Dame in Dugny-sur-Meuse

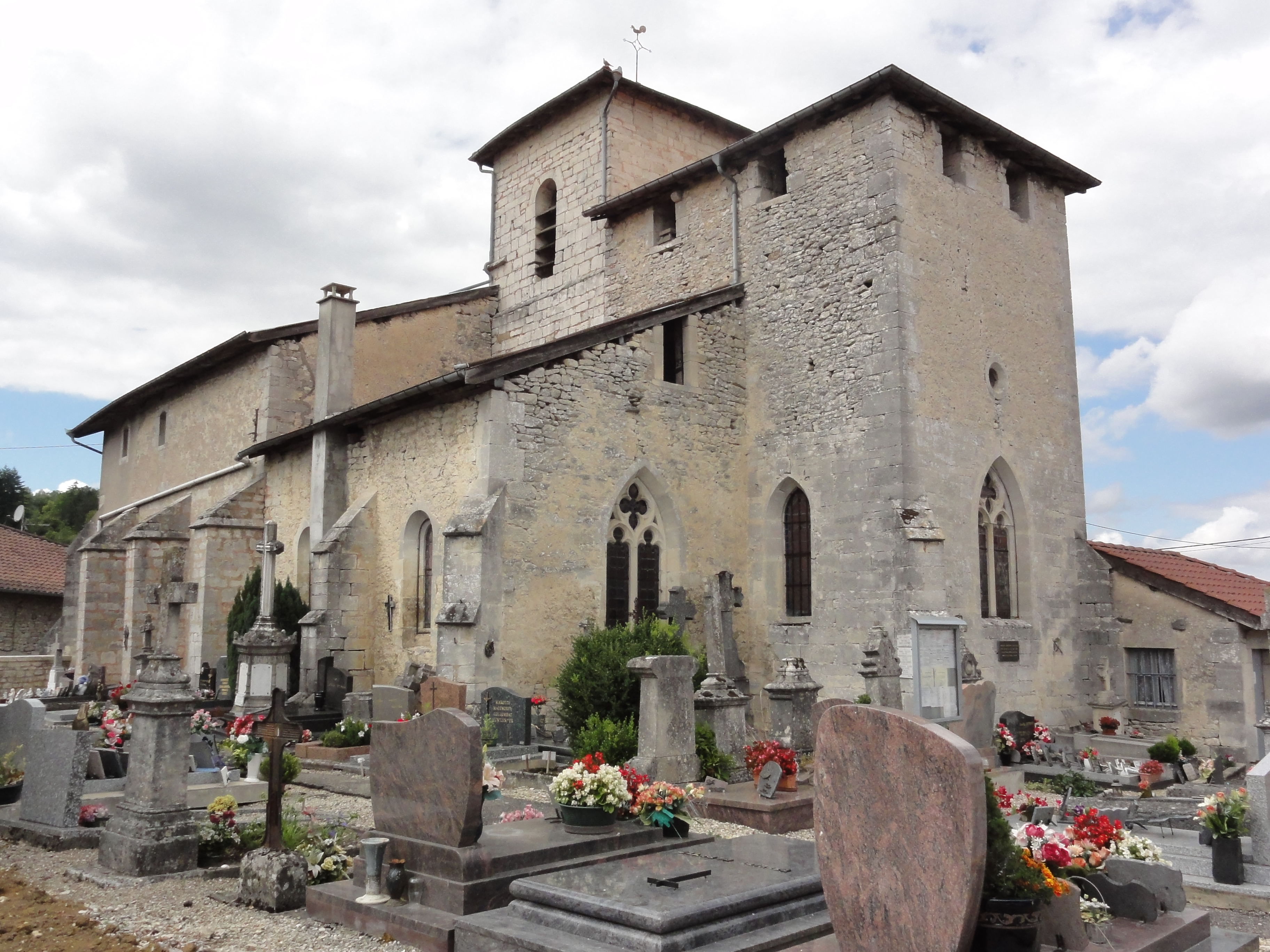
Kirche St-Gengoult in Longeaux

Die meisten Wehrkirchen im französischen Département Meuse entstanden zwischen 1550 und 1650. Eine Untersuchung aus dem Jahr 1992 zählt 103 Wehrkirchen auf, von denen noch 68 ihren wehrhaften Charakter bewahrt haben.

## Geschichte
Die meisten dieser Kirchen wurden zwischen 1550 und 1650 im Laufe der Hugenottenkriege und des Dreißigjährigen Krieges befestigt. Die neuen Militärtechniken bedeuteten im 17. Jahrhundert das Ende der Wehrkirchen. 
Von den Wehrkirchen im Département Meuse waren nur acht mit einem befestigten Friedhof umgeben. Die Kirchen besaßen für den Rückzug und den Schutz der Bewohner über dem Kirchenschiff, dem Chor oder dem Querhaus einen Raum. Für diese Räume wurden die Kirchen um zwei oder drei Ebenen erhöht. Lediglich eine kleine Gruppe von circa zehn Wehrkirchen in den Argonnen hatten keine erhöhten Räume, sondern die Bewohner richteten sich bei Gefahr im Erdgeschoss der Kirchen ein. Zur Verteidigung wurden Schießscharten in den Außenmauern angebracht und teilweise waren für längere Aufenthalte Kamine installiert worden (in Dagonville, Pareid und Saint-Pierrevillers) bzw. Brunnen vorhanden (in Méligny-le-Petit und Vaux-la-Petite). 
Die Kirchtürme, die als Beobachtungsposten dienten, wurden ebenfalls befestigt, sodass sie verteidigt werden konnten. Die Zugänge wurden gut gesichert und die Verteidigung erfolgte durch Pechnasen und Schießscharten für Armbrüste, Arkebusen und Musketen. 

## Liste der Wehrkirchen im Département Meuse (unvollständig)
- St-Martin (Aulnois-en-Perthois)
- Nativité-de-la-Vierge (Belrain)
- St-Martin (Dagonville)
- Notre-Dame (Dugny-sur-Meuse)
- St-Jean-Baptiste (Foucaucourt-sur-Thabas)
- St-Gengoult (Longeaux)
- St-Étienne (Méligny-le-Petit)
- St-Rémy (Pareid)
- St-Martin (Ribeaucourt)
- St-Rémy (Saint-Pierrevillers)
- Saint-Pierre-ès-Liens (Senonville)
- St-Laurent (Troussey)
- St-Julien (Vaux-la-Petite), heute zur Gemeinde Saulvaux gehörend